# Agostino Tassi

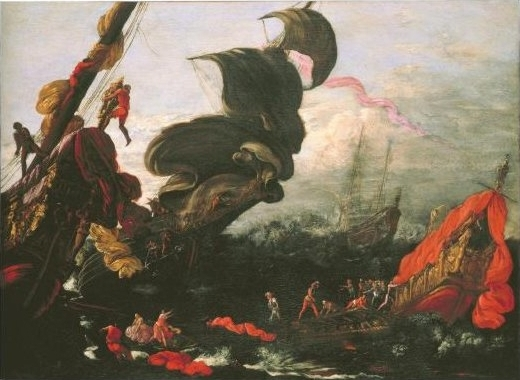
Flota Eneasza, 1627

Agostino Tassi (właściwie Agostino Buonamici) (ur. 1578, zm. 25 lutego 1644 w Rzymie) – późnomanierystyczny malarz włoski, twórca monumentalnych kwadratur i niewielkich pejzaży.

## Życiorys
Urodził się prawdopodobnie w Perugii w rodzinie kuśnierza. Później twierdził, że pochodzi z Rzymu i jest członkiem szlacheckiej rodziny Tassi. Pierwsze piętnaście lat aktywności artysty nie zostało dokładnie zbadanych, obracał się w Livorno i Florencji (1594–1608), a następnie w Rzymie (1599) i Genui (1606). Od 1610 do śmierci przebywał w Rzymie, gdzie współpracował z Orazio Gentileschim. W jego pracowni kształcili się Claude Lorrain i Viviano Codazzi.

## Twórczość
Agostino Tassi znany jest głównie jako malarz dekoracyjny, twórca iluzjonistycznych kwadratur. Jego najlepszą pracą jest tło architektoniczne do fresku Guercina Aurora z Casino Ludovisi w Rzymie. Był twórcą dekoracji wielu rzymskich pałaców i willi. Artysta tworzył również pejzaże utrzymane w stylu Paula Brila i Adama Elsheimera.

## Oskarżenie o zgwałcenie Artemisii Gentileschi
W 1612 Agostino Tassi został oskarżony o wielokrotny gwałt na swojej uczennicy, utalentowanej malarce Artemisii Gentileschi. Podczas wielomiesięcznego procesu poszkodowaną poddano torturom, co miało rzekomo uwiarygodnić jej zeznania. Młoda kobieta została publicznie poniżona i oskarżona o niemoralność. W trakcie procesu ujawniono, że Tassi planował zabić swoją żonę oraz ukraść część obrazów ojca Artemisii. Wyrok sądu nie jest znany, gdyż zachowały się dokumenty dotyczące wyłącznie przesłuchań. Malarza najprawdopodobniej skazano, ale dość szybko został ułaskawiony, gdyż w 1614 był już na pewno wolnym człowiekiem.
Tassi również wcześniej wchodził w konflikt z prawem, w Genui oskarżono go o gwałt. Był podejrzewany o zlecenie zabójstwa swojej żony i gwałt na szwagierce.
Traumatyczne przeżycia Artemisii Gentileschi zaowocowały nienawiścią do mężczyzn i wielokrotnym wyborem okrutnego i krwawego tematu biblijnego – motywu Judyty i Holofernesa.

## Nawiązania
W 1997 r. powstał film Artemisia w reżyserii Agnès Merlet. Wbrew wiedzy historycznej Agostino Tassi i Artemisia Gentileschi zostali przedstawieni jako kochankowie.